# فريتس زيرنيكه
فريتس زيرنيكه (بالهولندية: Frits Zernike) هو عالم فيزيائي هولندي حصل على جائزة نوبل للفيزياء عام 1953. وقد حاز على جائزة نوبل "لاختراعه المجهر الضوئي ذو الأطوار المتباينة"، وهو مجهر يمكّن من دراسة البناء الداخلي للخلايا الحية من دون معالجتها بمواد مميتة. ولد فريتس زيرنيكه في 16 يوليو 1888 وتوفي في 10 مارس 1966.

## روابط خارجية
- فريتس زيرنيكه على موقع الموسوعة البريطانية (الإنجليزية)
- فريتس زيرنيكه على موقع مونزينجر (الألمانية)
- فريتس زيرنيكه على موقع إن إن دي بي (الإنجليزية)